# Madona (Edvard Munch)
Madona (norsky Madonna) je symbolistická malba norského autora Edvarda Muncha, nazývaná také Tvář jedné Madony, autorem Milující žena. Zobrazuje nahou ženu se smyslným výrazem, který také obsahuje bolest „tisíce minulých generací“ a výraz smrti. Obraz ovšem svým názvem a jistým náznakem svatozáře odkazuje k tradičnímu uměleckému zobrazování Panny Marie, k tzv. madoně. Dříve byl obraz vystavován v rámu s vyrytými a namalovanými spermiemi a lidskými zárodky (stejného motivu je použito na litografii). Obraz patří do cyklu Láska spolu s Hlasem, Polibkem, Vampýrem a Žárlivostí.
Munch vytvořil pět verzí obrazu: dnes jsou například v Munchově muzeu a v soukromé sbírce Nelsona Blitze. V roce 2004 byla verze z Munchova muzea spolu s Výkřikem odcizena a později nalezena. Existuje také kolorovaná litografická verze.

## Pozadí
Modelem k obrazu nejspíše stála Dagny Juelová, Munchova milenka a žena Stanisława Przybyszewského. Sám autor později osvětloval význam obrazu, což nakonec rámcově odpovídalo jeho pojetí lásky vůbec, slovy:
| „ | Přestávka, kdy se celý svět zastaví ve svém běhu. Tvoje tvář zračí všechnu krásu světa. Tvé rety, karmínově rudé jako zralé ovoce, se bolestně rozevírají. Úsměv mrtvoly. Teď si život a smrt podávají ruce. Je spojen řetěz, který váže tisíce minulých generací s tisíci generací, které přijdou. | “ |